# Beas de Segura
Beas de Segura ist eine spanische Gemeinde in der Provinz Jaén in der Comunidad Autónoma Andalusien. 2024 hatte die Gemeinde 4.968  Einwohner. 

## Kirchen
In Beas de Segura (Jaén) gibt es vier Kirchen, zudem der Kalvarienberg, der heute zur Gemeinde Villanueva del Arzobispo (Jaén) gehört.

### Karmeliterkloster
Das Gebäude steht unter Denkmalschutz. Das 1575 von der hl. Teresa von Ávila gegründete Kloster war das erste, das im heutigen Andalusien gegründet wurde. Am Eingang befinden sich zwei Statuen zu Ehren der hl. Teresa von Ávila und des hl. Johannes vom Kreuz. Nach der Gründung verließ am 18. Mai 1575 Teresa von Ávila die Gemeinde Beas de Segura und setzte Ana de Lobera Torres als Priorin ein. Die Tür ist barock aus dem siebzehnten Jahrhundert, und im Inneren ist ein einschiffiger Raum mit einem Tonnengewölbe. Zwischen 1836 und 1899 wurde es aufgegeben und im Bürgerkrieg wurde es schwer beschädigt und 1947 restauriert.

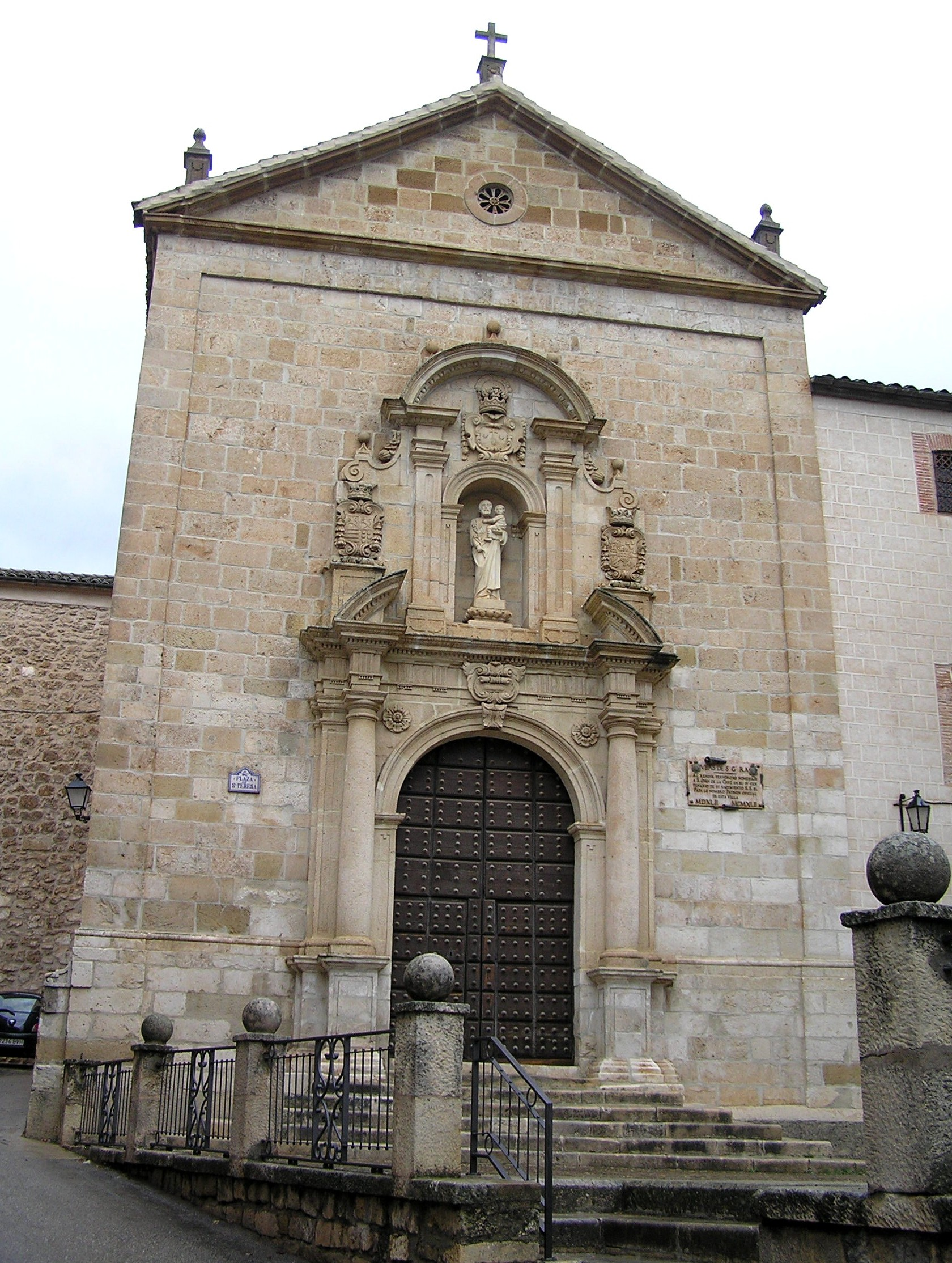
Karmeliterkloster
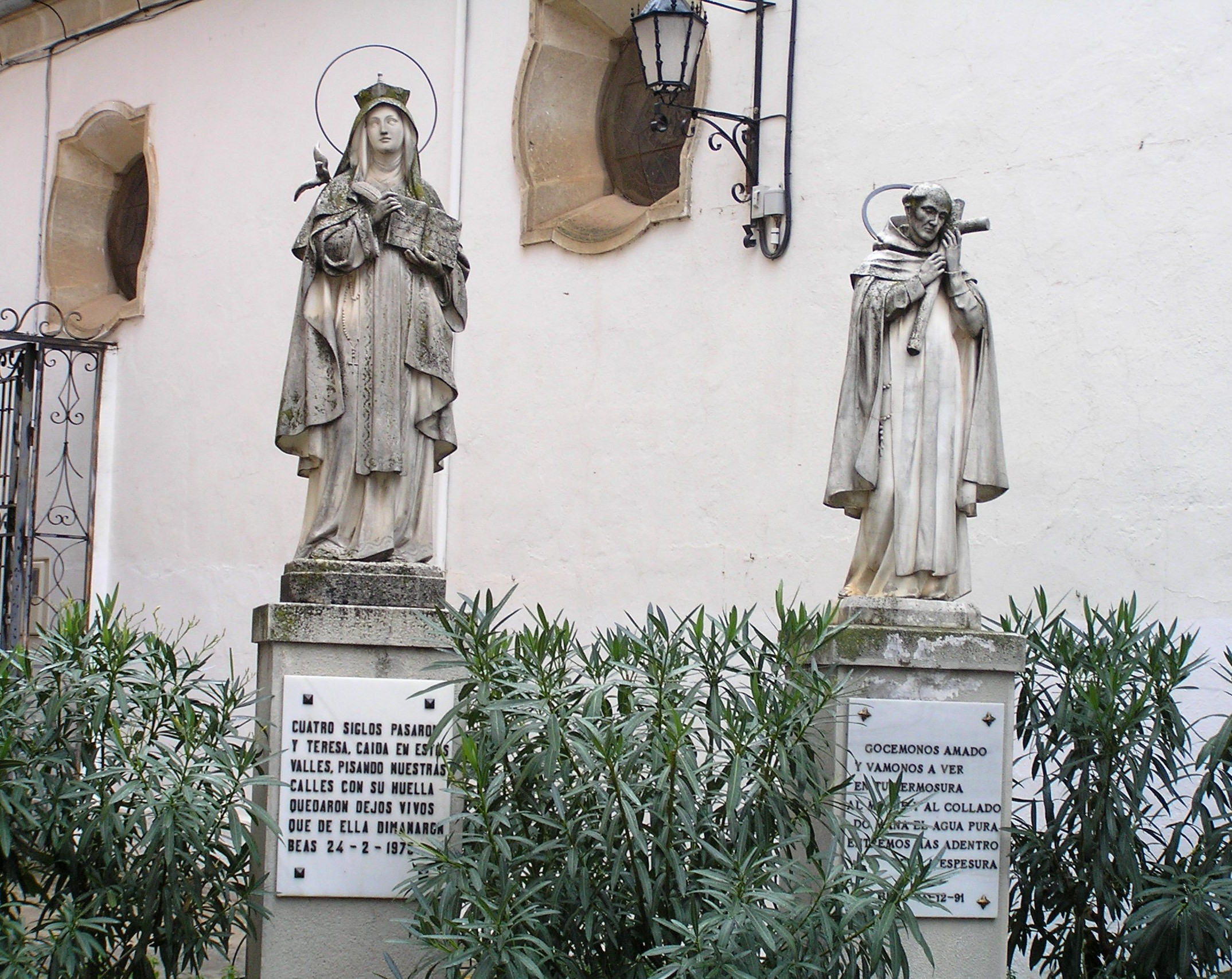
Statuen zu Ehren der hl. Teresa von Ávila und des hl. Johannes vom Kreuz.

### Pfarrkirche
Von 1946 bis 1954 wurde die örtliche Pfarrkirche erbaut, und am 1. November 1955 vom Bischof von Jaén gesegnet, Felix Romero Menjíbar, eingeweiht. Das Fresko über dem Haupteingang zeigt die Maria Himmelfahrt.

Pfarrkirche
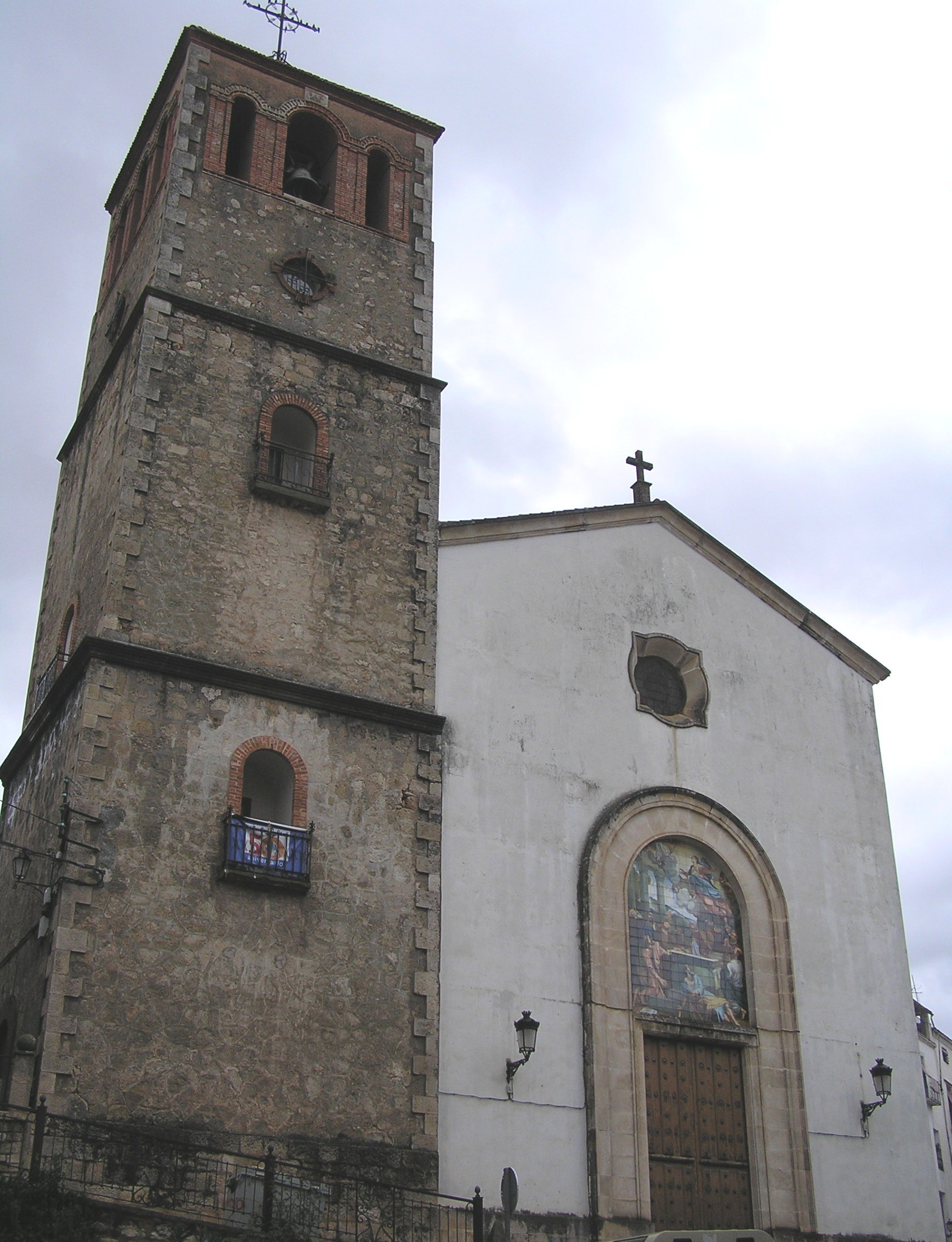
Gesamtansicht
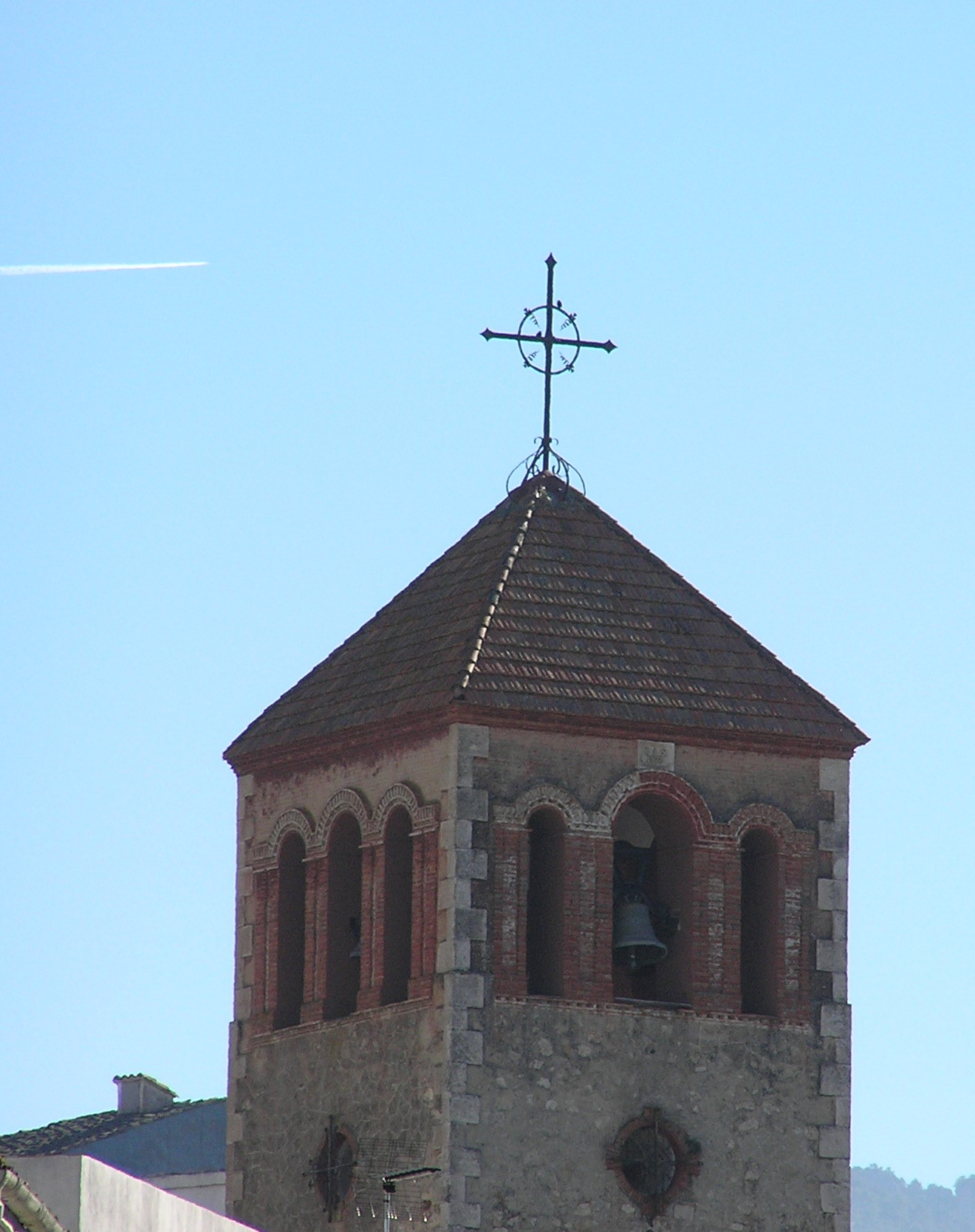
Glockenturm
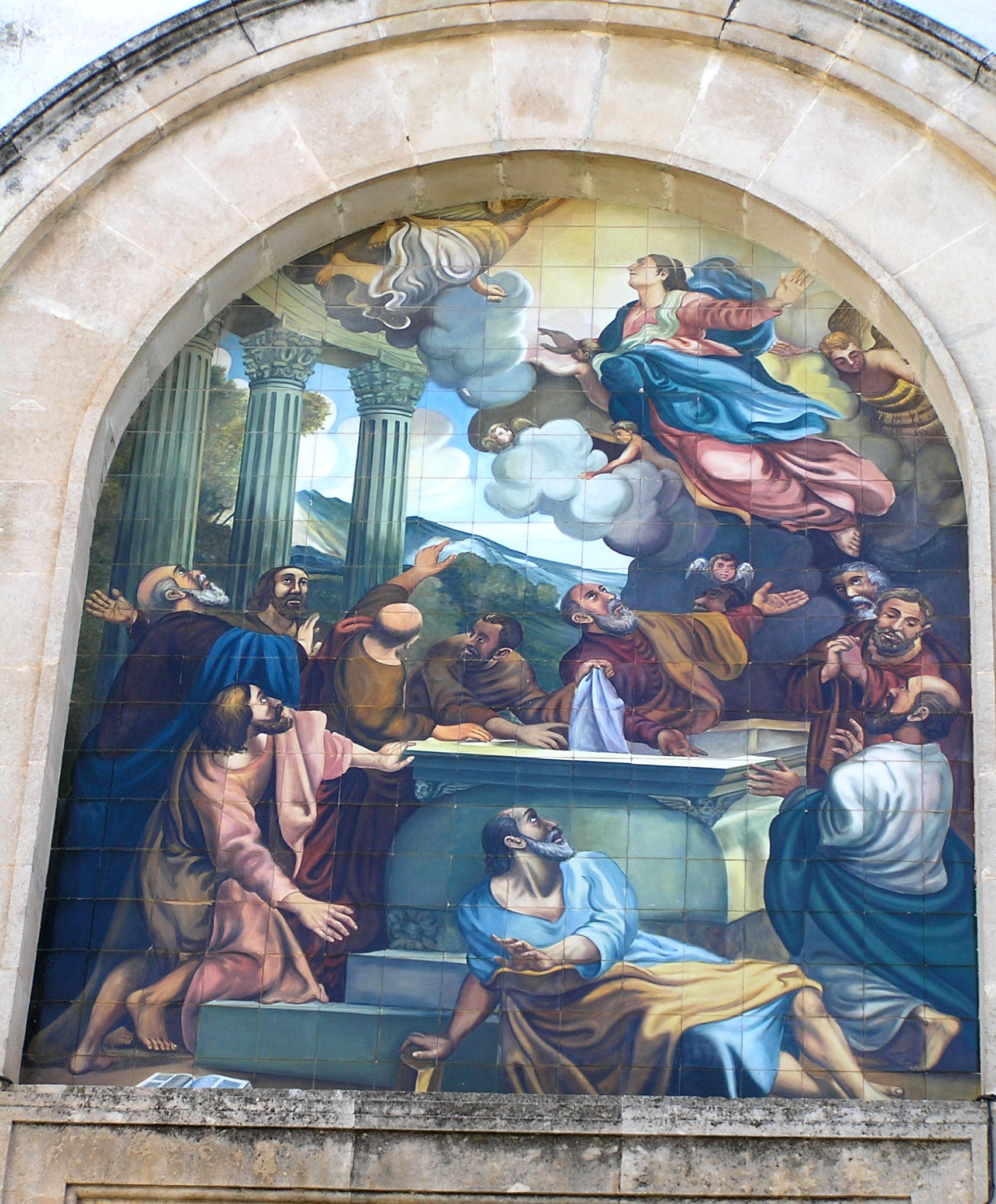
Fresko über dem Haupteingang

## Stadtbild

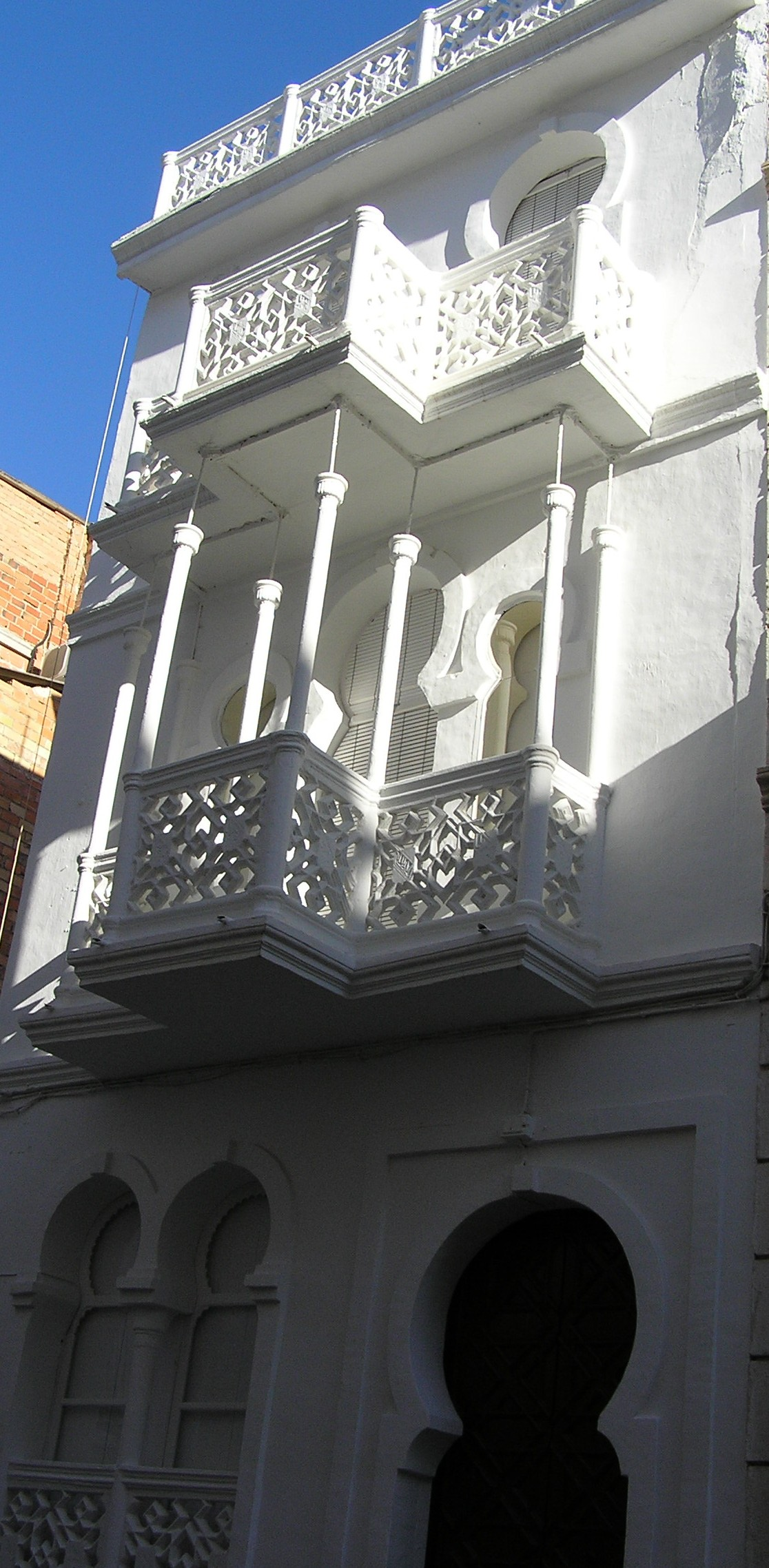
Haus, calle Feria

Im Jahre 1975 wurde das Stadtbild unter Manuel Ardoy Medina, dem Bürgermeister, verschönert und mit dem Preis  Nacional de Turismo de Embellecimiento de Pueblos españoles ausgezeichnet. Viele Gebäude stammen aus dem 19. Jahrhundert, bei denen sich neo-arabische Elemente mit Motiven aus dem Klassizismus und der Renaissance mischen.

Haus, calle Feria 47
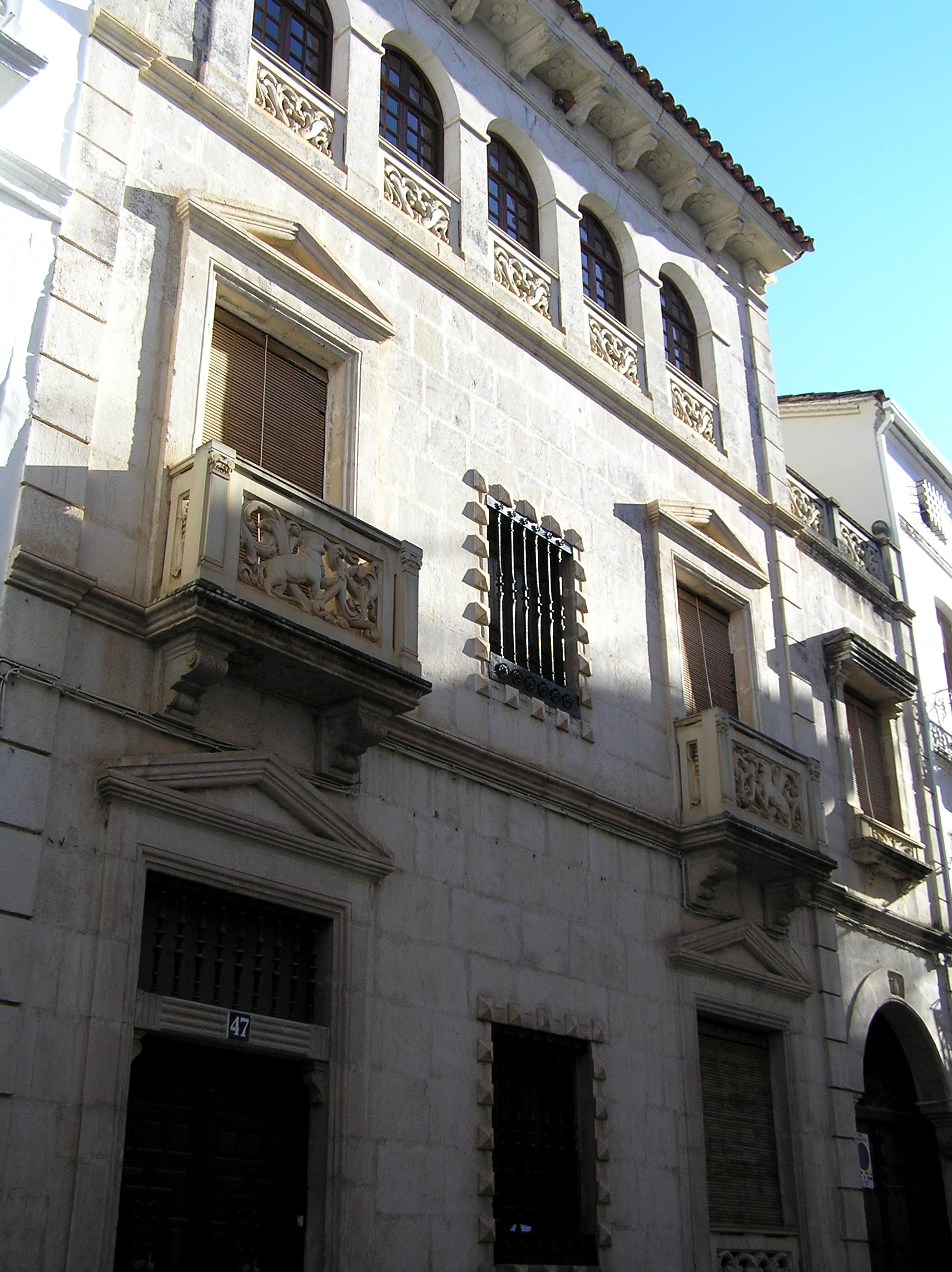
Haus
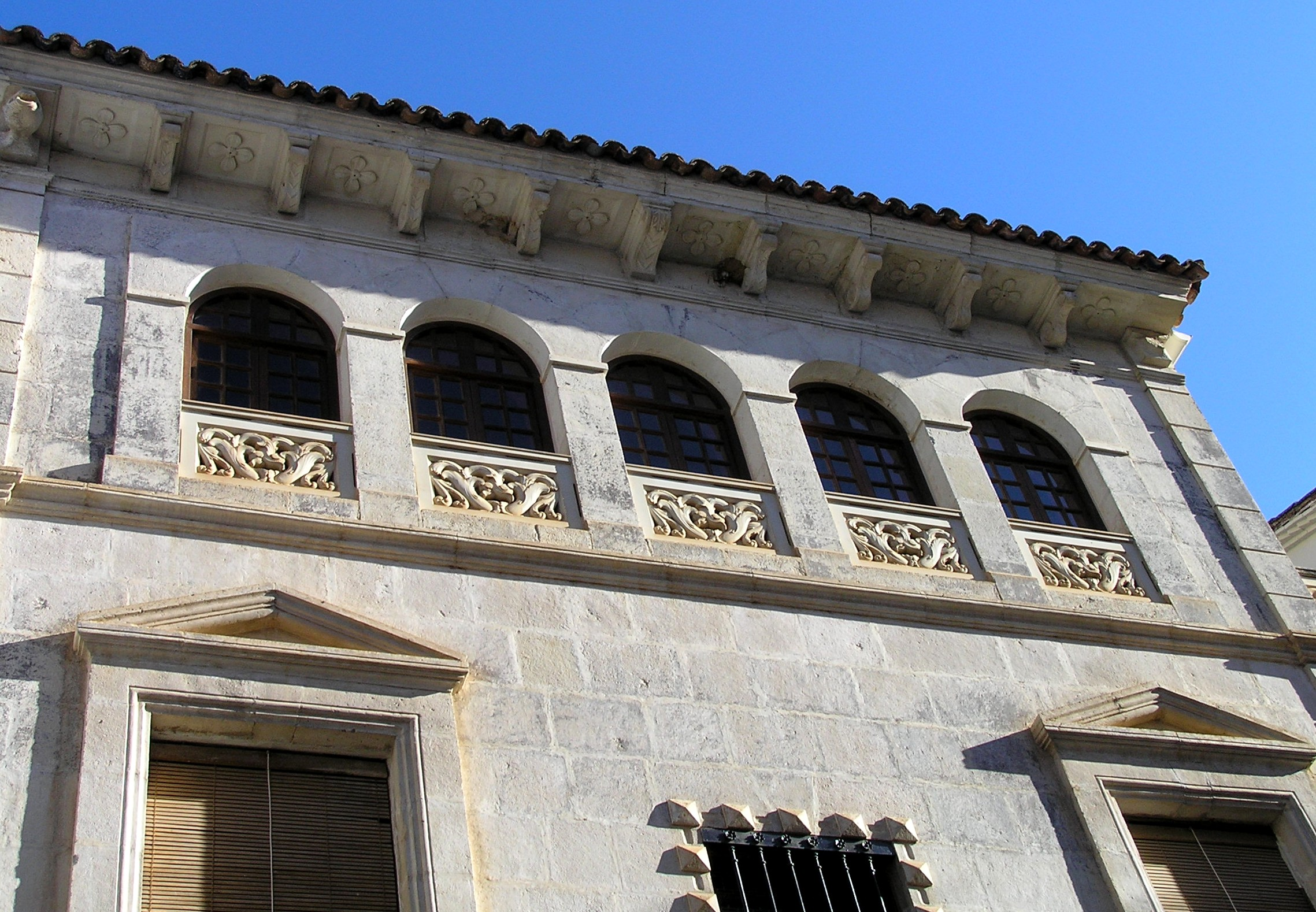
Fenster
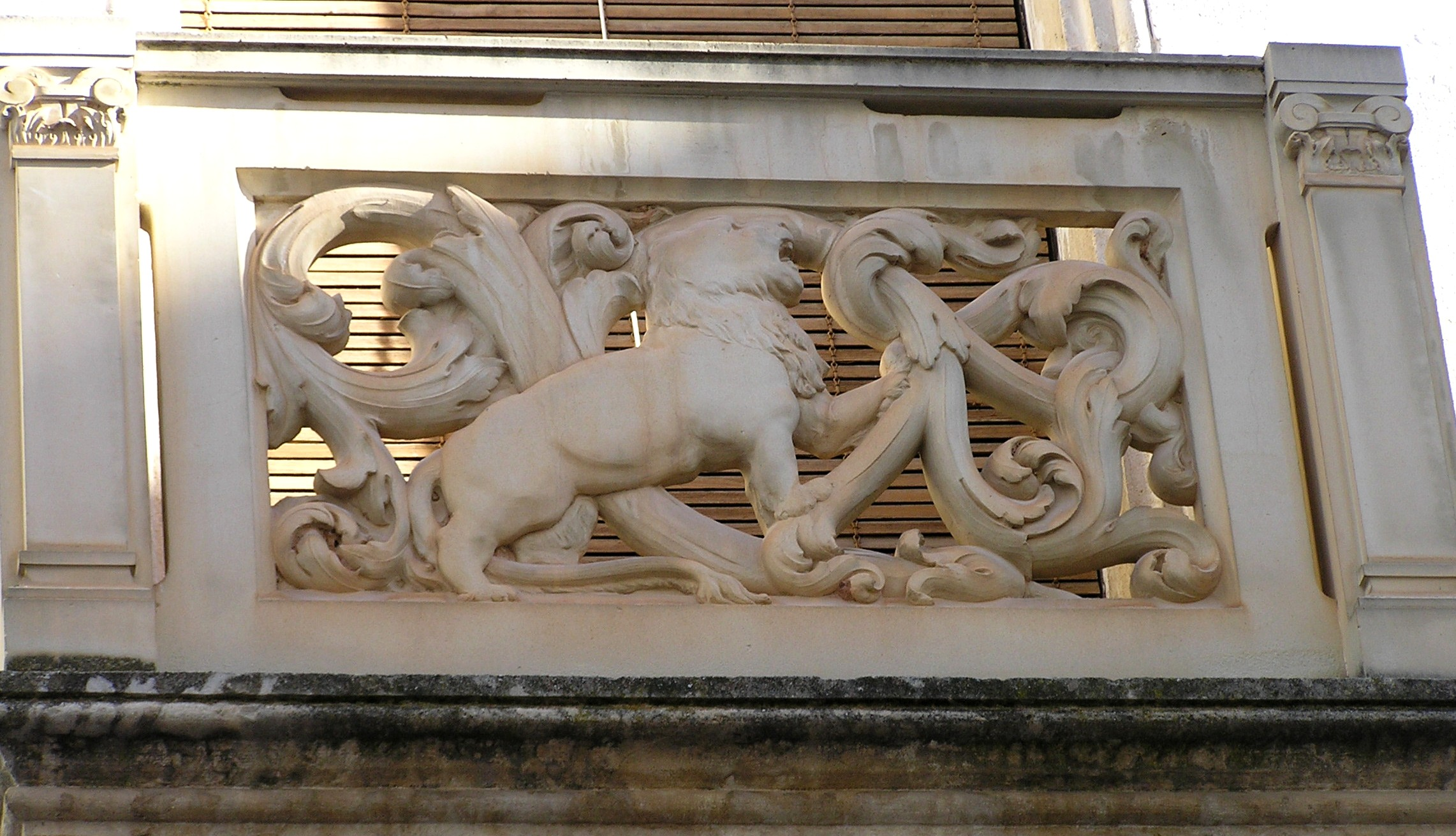
Balkon

Haus, calle Feria 40
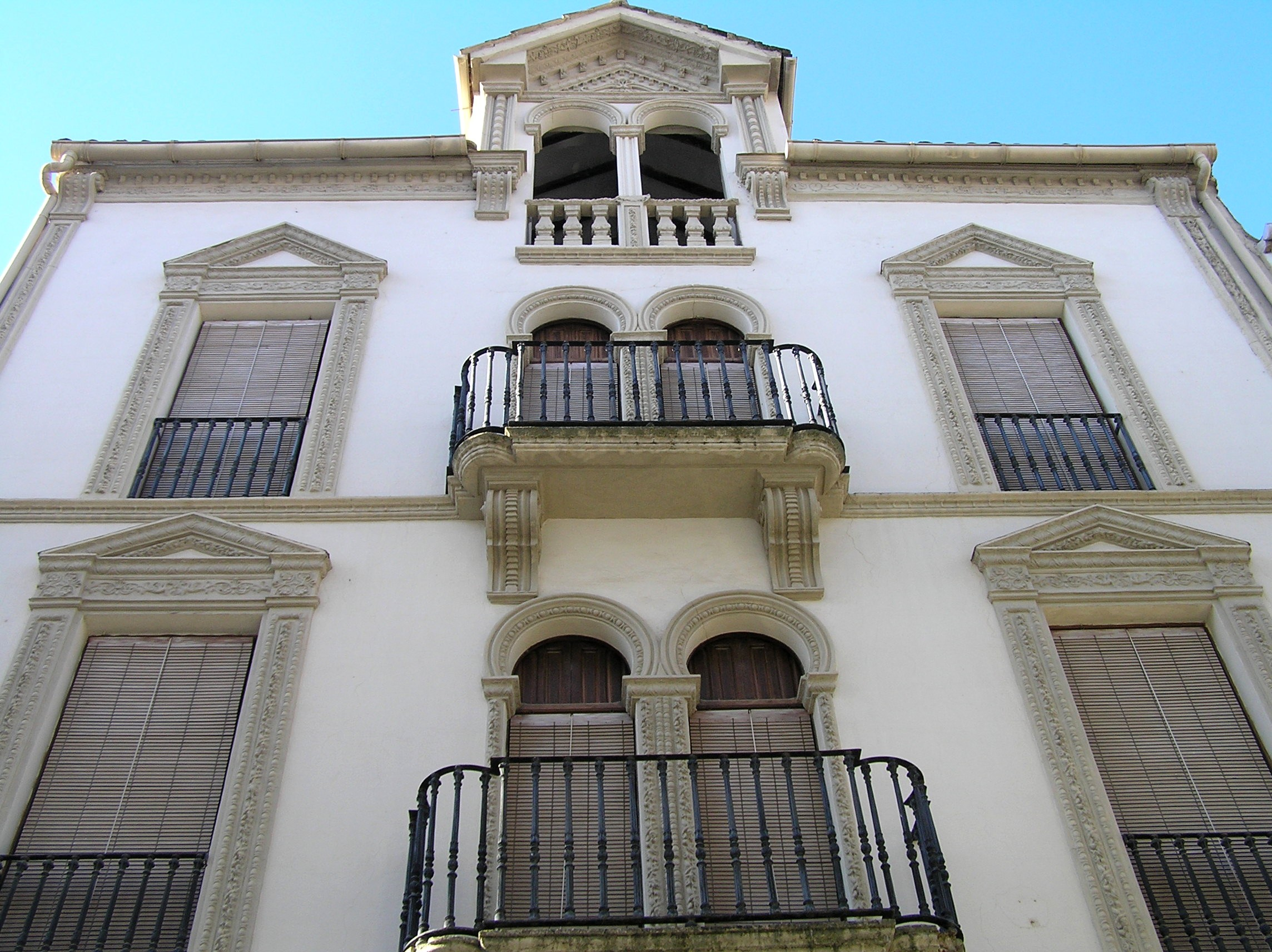
Haus
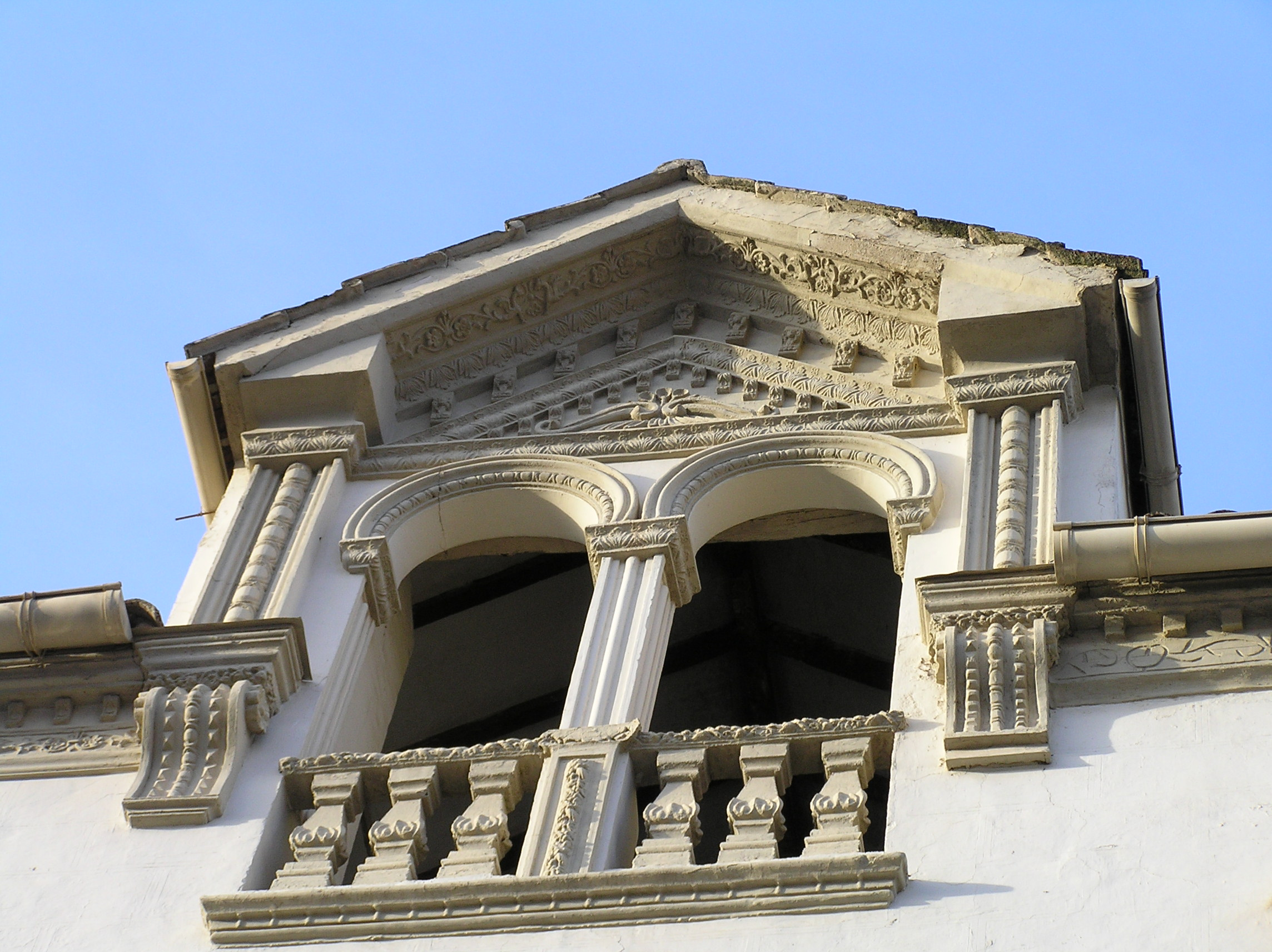
Detail
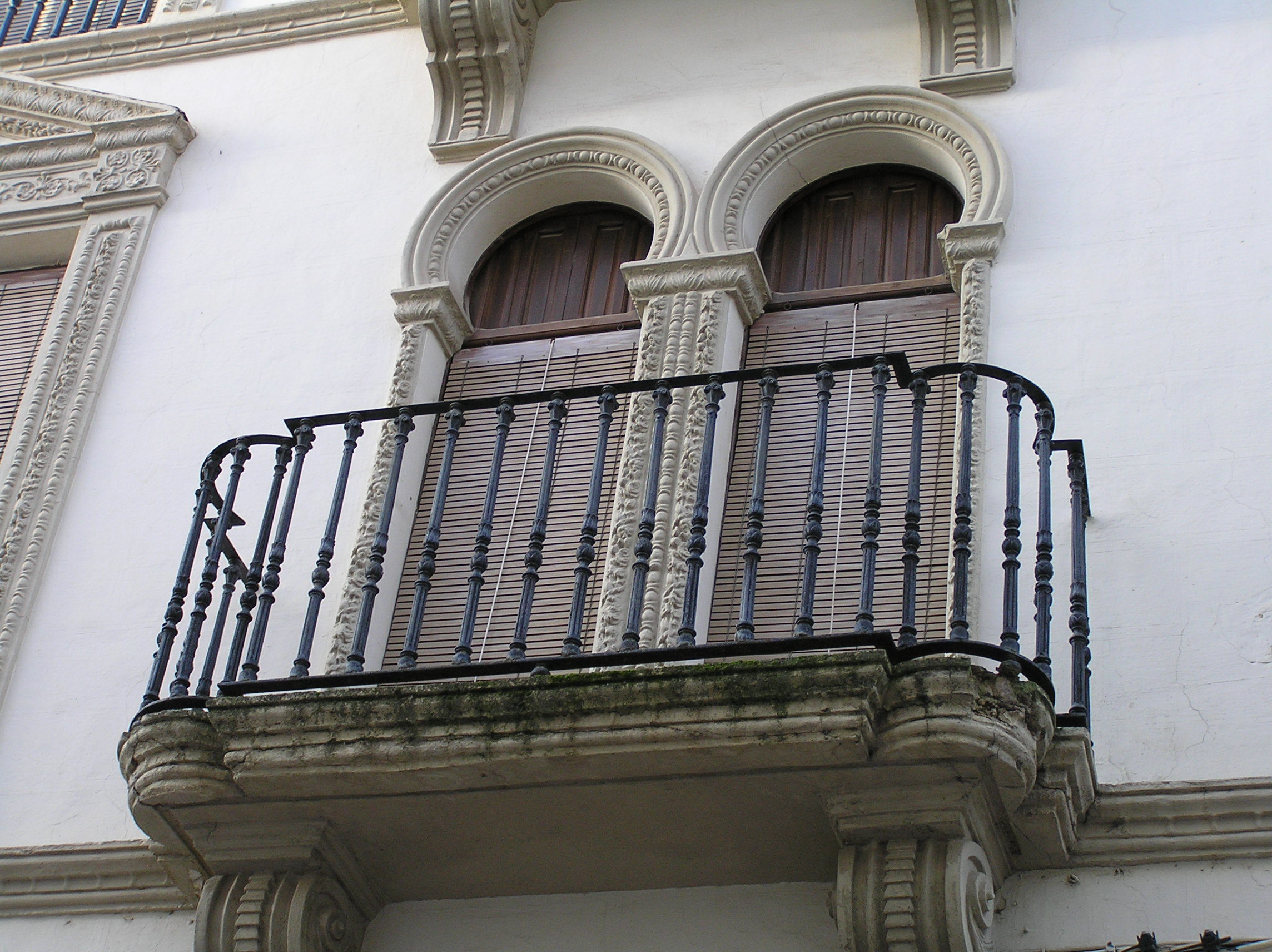
Balkon

## Brunnen
Constantino Unghetti Álamo (* 24. Januar 1923 in Castellar; † 28. Mai 2015 in Málaga) schuf 1962 die große Brunnenanlage mit mehreren Statuen.

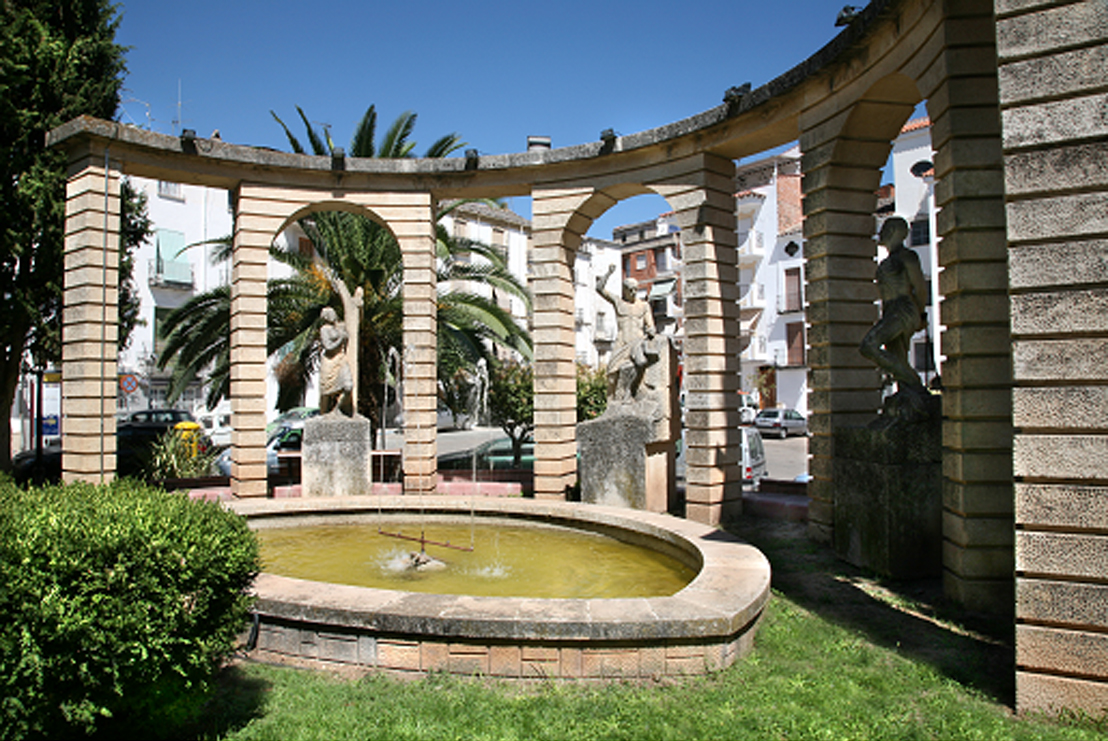
Brunnenanlage von Constantino Unghetti Álamo
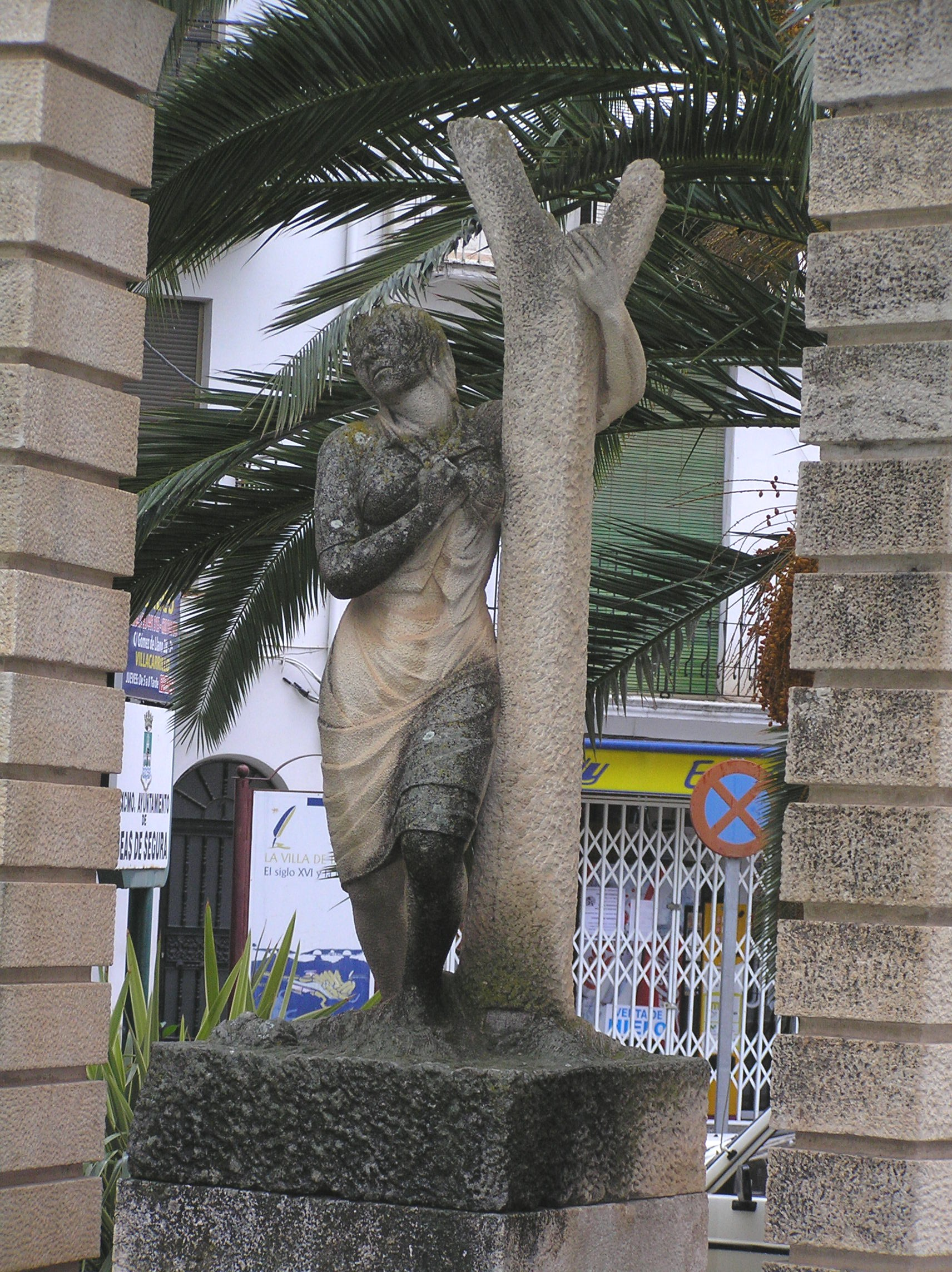
Brunnenanlage (Unghetti), Statue
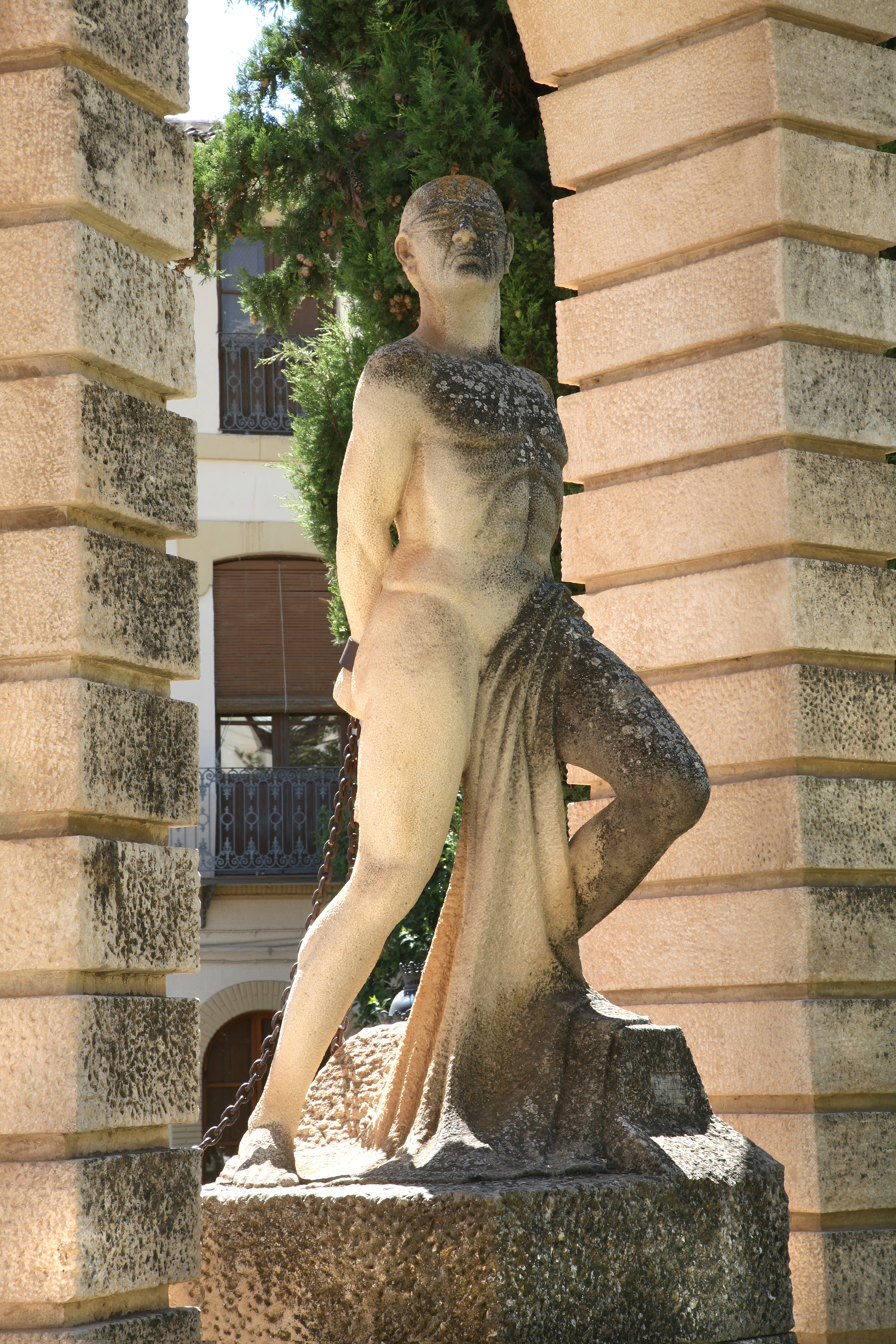
Brunnenanlage (Unghetti), Statue
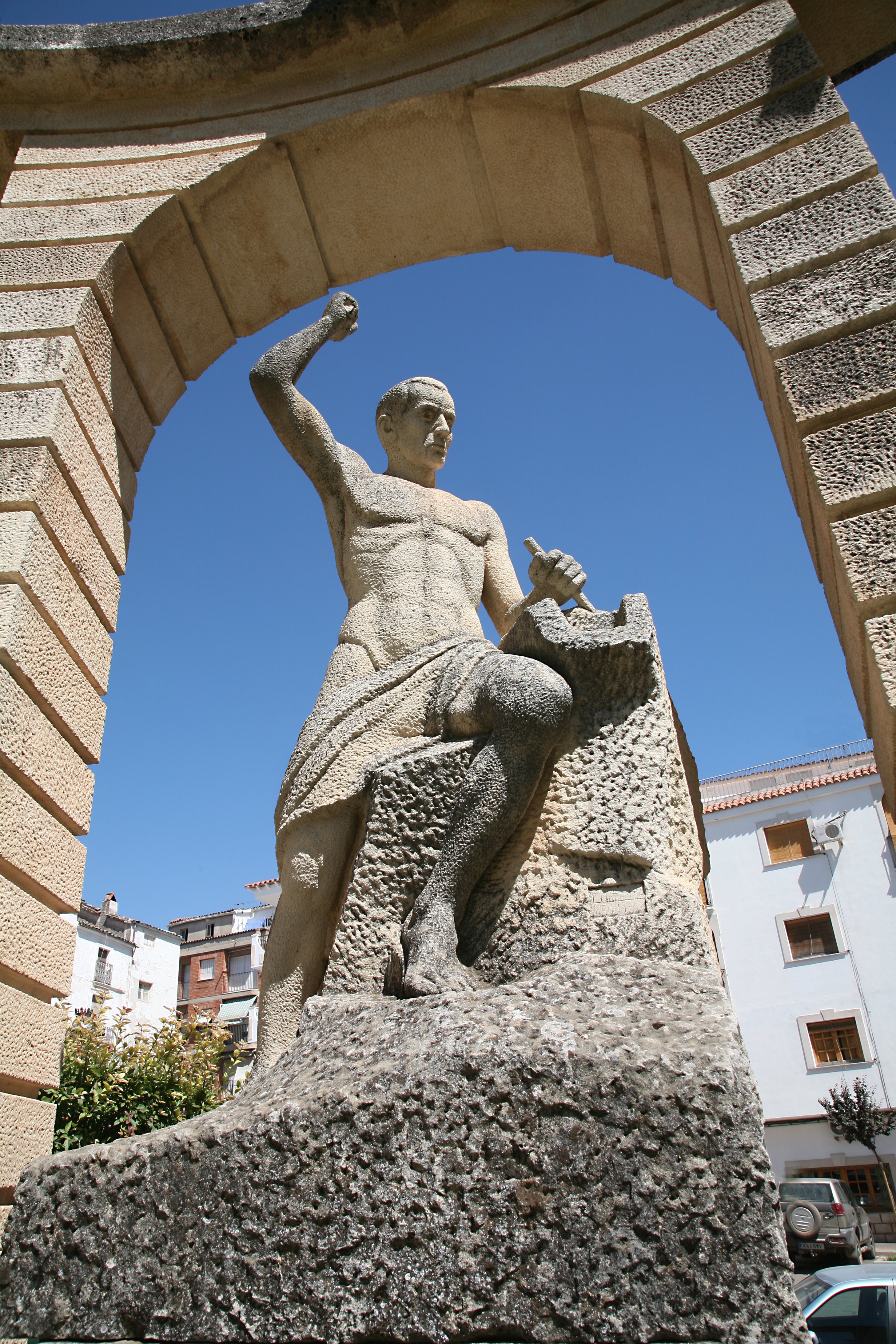
Brunnenanlage (Unghetti), Statue

## Persönlichkeiten
- José Jiménez Fernández (* 1943) wurde in dieser Gemeinde geboren.
- Mariano Uceda (* 1922), Fußballspieler